# یانگبان
| طبقه       | هانگول | هانجا | معنی               |
| ---------- | ------ | ----- | ------------------ |
| یانگبان    | 양반   | 兩班  | نخبگان             |
| جونگین     | 중인   | 中人  | طبقه متوسط بالا    |
| سانگ‌مین    | 상민   | 常民  | طبقه متوسط پایین   |
| چئونمین    | 천민   | 賤民  | عوام               |
| • باکجئونگ | 백정   | 白丁  | نجس‌ها              |
| • نوبی     | 노비   | 奴婢  | برده‌ها (یا رعیت‌ها) |
| ن          |        |       |                    |

یانگ‌بان‌ها (انگلیسی: Yangban) طبقهٔ نخبگان فرهیختهٔ کنفوسیوسی در دوران سلسلهٔ چوسان (۱۳۹۸ تا ۱۹۱۰) در شبه‌جزیرهٔ کره را تشکیل می‌دادند. واژهٔ «یانگ‌بان» به‌معنای «دو طبقه» است و به دو گروه مون‌بان (문반؛ 文班) به‌معنای طبقهٔ فرهیختگان و موبان (무반؛ 武班) به‌معنای طبقهٔ نظامیان اشاره دارد. با این حال، این واژه معنایی فراتر از آن داشت و شامل اعضای خانواده‌های این دو طبقه و نیز دانش‌پژوهان می‌شد. واژهٔ «ساجوک» (사족؛ 士族) نیز اصطلاحی است که با یانگ‌بان هم‌پوشانی دارد، با این تفاوت که بر جنبهٔ وراثتی بودن آن تأکید می‌کند. در زیرمجموعهٔ طبقهٔ یانگ‌بان، یک قشر متوسط کوچک به نام «جونگ‌این» نیز وجود داشت.
افراد برای پیوستن به طبقهٔ یانگ‌بان باید در آزمون‌های رسمی دولتی شرکت می‌کردند. نتیجهٔ این آزمون‌ها جایگاه اجتماعی و شغلی فرد را تعیین می‌کرد. اما در عمل، تنها افراد ثروتمند قادر به شرکت در این آزمون‌ها بودند، چرا که هزینه و زمان لازم برای مطالعه و آمادگی را در اختیار داشتند.
در سده‌های نخست حکومت سلسلهٔ چوسان، این طبقه تا حد زیادی از فساد به دور بود. اما پس از جنگ با ژاپن (۱۵۹۲ تا ۱۵۹۸)، این نظام به‌همراه اقتصاد کره دچار فروپاشی شد. یانگ‌بان‌ها به‌ازای خدماتشان به دولت، مقرری دریافت می‌کردند و اغلب مالک زمین‌های گسترده بودند. علاوه بر آن، برخی از آنان برای اعطای مناصب به دیگران رشوه می‌گرفتند و حتی برخی از آن‌ها برای کسب منافع بیشتر از مردم عادی اخاذی می‌کردند.